# Assaig (literatura)
L'assaig és la forma idònia per a la reflexió, la deliberació personal i el debat amb un mateix.
És un gènere literari dins del més general de la didàctica. El nom d'aquest gènere prové de la paraula francesa essai, traduïble aquí com 'intent', 'temptativa', 'aproximació' o 'prova', emprada per primer cop per l'escriptor Michel de Montaigne per a definir els seus textos. Tot i que n'existeixen diferents definicions, l'ús que fa Montaigne del mot ens informa del caràcter lliure i versàtil d'una forma literària que prova de copsar un tema des de la subjectivitat, de manera que s'aproxima a la reflexió filosòfica. Existeix una multitud de subgèneres, segons la temàtica abordada, i el grau de polèmica que es vulgui aconseguir.

## Història de l'assaig
L'assaig és un gènere relativament vell. Els seus orígens es poden rastrejar des d'èpoques més o menys remotes. Només en l'edat mitjana ha arribat a assolir una posició lateral. És força probable que, en el seu desenvolupament i fracàs, hagi tingut una gran influència el pensament arcaic.
José Ortega y Gasset el va definir com "La ciència sense la prova explícita". Alfonso Reyes, d'altra banda, va afirmar que "l'assaig és la literatura en la seva funció ancilar", és a dir, com a esclava o subalterna de quelcom superior. El crític Eduardo Gómez de Baquero, més conegut com a "Andrenio", va afirmar el 1917 que "l'assaig està en la frontera de dos regnes: el de la didàctica i el de la poesia i fa excursions de l'un a l'altre". Eugeni d'Ors el va definir com la "poetització del saber". El seu origen es troba en el gènere epidíctic de l'antiga oratòria grecoromana, i ja Menandro el Rétor, al·ludint-hi sota el nom de "xerrada", va exposar algunes de les seves característiques als seus Discursos sobre el gènere epidíctic: 
- Tema lliure (elogi, vituperi, exhortació).
- Estil senzill, natural, amistós.
- Subjectivitat (la xerrada és personal i expressa estats d'ànim).
- Es barregen elements (citacions, proverbis, anècdotes, records personals).
- No hi ha un ordre preestablert (s'hi divaga), assistematisme.
- Brevetat.
- Va dirigit a un públic ampli.

L'assaig, a diferència del text informatiu, no té una estructura definida ni sistematitzada o compartimentada en apartats o lliçons, per la qual cosa ja des del Renaixement es va considerar un gènere més obert que el medieval tractatus o suma i es considera distint d'ell també per la seva voluntat artística d'estil i la seva subjectivitat, ja que no pretén informar, sinó persuadir o convèncer. Utilitza la modalitat discursiva expositivo-argumentativa i un tipus de raonaments "tous" que han estat estudiats per Chaïm Perelman i Lucie Ollbrechts-Tyteca en el seu Tractat de l'argumentació.
Són ja pràcticament una col·lecció d'assaigs els Moralia de Plutarc, però el desenvolupament modern i més important del gènere assagístic va venir sobretot a partir dels Essais (1580) de l'escriptor renaixentista francès Michel de Montaigne, tot i que els seus últims precedents cal buscar-los en el gènere epidíctic de l'oratòria clàssica.

## Estructura

### Introducció
Es presenta un "tema", és a dir una realitat social, empírica, que encara no té una resposta vertadera. Això es pot fer a través d'una pregunta que té més d'una resposta. Una hipòtesi que pot definir-se com una solució provisional (temptativa) per a un problema donat. Per exemple: Què és la veritat?, Què és el que és bo?, etc. És en aquesta part on es presenta, generalment (ja que pot ser exposada en la conclusió i, menorment, en el desenvolupament), la tesi del tema. Per tesi s'entén l'opinió de l'autor sobre un determinat tema debatible. La introducció ha de ser redactada pensant en el lector.